# Ultravox!
Ultravox! är det första albumet av den brittiska gruppen Ultravox, utgivet 1977. En nyutgåva med fyra bonuslåtar gavs ut 2006.

## Låtlista
(Låtarna som endast finns med på nyutgåvan från 2006 är markerade med en asterisk (*).) 
1. "Satday Night in the City of the Dead" (John Foxx) - 2:35
2. "Life at Rainbow's End (For All the Tax Exiles on Main Street)" (John Foxx) - 3:44
3. "Slip Away" (Billy Currie/John Foxx) - 4:19
4. "I Want to Be a Machine" (Billy Currie/John Foxx) - 7:21
5. "Wide Boys" (John Foxx) - 3:16
6. "Dangerous Rhythm" (Warren Cann/Chris Cross/Billy Currie/John Foxx/Stevie Shears) - 4:17
7. "The Lonely Hunter" (John Foxx) - 3:42
8. "The Wild, The Beautiful and the Damned" (Chris Cross/Billy Currie/John Foxx) - 5:52
9. "My Sex" (Chris Cross/Billy Currie/John Foxx) - 3:09
10. "Slip Away (live)" (Billy Currie/John Foxx) - 4:12 *
11. "Modern Love (live)" (Warren Cann/Chris Cross/Billy Currie/John Foxx/Stevie Shears) - 2:31 *
12. "The Wild, The Beautiful and the Damned (live)" (Chris Cross/Billy Currie/John Foxx) - 5:18 *
13. "My Sex (live)" (Chris Cross/Billy Currie/John Foxx) - 3:05 *

## Medverkande
- Sång: John Foxx
- Bas och sång: Chris Cross
- Trummor och sång: Warren Cann
- Fiol och keyboard: Billy Currie
- Gitarr: Stevie Shears